# Luchtaanval op de Sabra-moskee
De Luchtaanval op de Sabra-moskee op 15 november 2023, was een bombardement door Israëlische gevechtsvliegtuigen tijdens de oorlog tussen Hamas en Israël op de Sabra-moskee in Centraal-Gaza. Door het bombardement vielen zeker 50 doden en nog meer gewonden.

## Luchtaanval
Deze luchtaanval werd uitgevoerd in het centrale deel van Gaza en was gericht op een moskee in de buurt van de wijk Sabra. Bij de luchtaanval kwamen zeker 50 mensen om het leven. Naast de doden zouden er ook tientallen mensen ernstig gewond zijn geraakt.